# ماریا اج‌ورث
ماریا اجورث (۱ ژانویه ۱۷۶۸ – ۲۲ مه ۱۸۴۹) نویسندهٔ پرکار انگلو-ایرلندی در حوزهٔ ادبیات بزرگسالان و کودکان بود. او یکی از نخستین نویسندگان واقع‌گرا در ادبیات کودکان و چهره‌ای برجسته در تحول رمان در اروپا به‌شمار می‌رود. او دیدگاه‌های انتقادی در زمینهٔ مدیریت املاک، سیاست و آموزش داشت و با برخی از نویسندگان برجستهٔ ادبی و اقتصادی، از جمله والتر اسکات و دیوید ریکاردو، مکاتبه می‌کرد. در نخستین دههٔ قرن نوزدهم، او یکی از پرفروش‌ترین نویسندگان در بریتانیا و ایرلند بود. امروزه نام او بیشتر با قلعه راکرنت، نخستین رمانش، شناخته می‌شود؛ اثری که در آن، با به‌کارگیری صدایی کاتولیک ایرلندی، به روایت زوال و سقوط یک خانواده از طبقهٔ انگلو-ایرلندی خود پرداخت.

## زندگی

### اوایل زندگی
ماریا اجورث در بلک بورتون، آکسفوردشر به دنیا آمد. او دومین فرزند ریچارد لاول اجورث (که در مجموع از چهار همسر خود بیست‌ودو فرزند داشت) و آنا ماریا اجورث (نام خانوادگی الرز) بود. از این رو، او عمهٔ فرانسیس یسیدرو اجورث محسوب می‌شود. او سال‌های اولیهٔ زندگی خود را در کنار خانوادهٔ مادری‌اش در انگلستان گذراند و در خانه‌ای به نام "The Limes" (که امروزه به عنوان خانهٔ اجورث شناخته می‌شود) در نورت‌چرچ، نزدیک برکمستد در هرتفوردشر زندگی می‌کرد. مادرش زمانی که ماریا پنج‌ساله بود درگذشت. در سال ۱۷۷۳، هنگامی که پدرش با هنورا اسنید ازدواج کرد، او به همراه پدرش به املاکشان در اجورثزتاون، در شهرستان لانگفورد، ایرلند نقل مکان کرد.

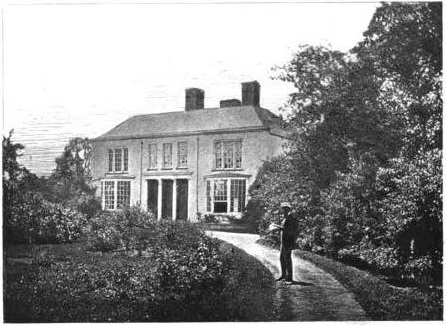
خانهٔ اجورثزتاون، ایرلند

ماریا در سال ۱۷۷۵، زمانی که هنورا بیمار شد، به مدرسهٔ خانم لاتافیر در داربی فرستاده شد. پس از درگذشت هنورا در ۱۷۸۰، پدرش با خواهر هنورا، الیزابت، ازدواج کرد که در آن زمان یک اقدام اجتماعی ناپسند محسوب می‌شد و از سال ۱۸۳۳ تا تصویب قانون ازدواج با خواهر همسر متوفی ۱۹۰۷ به‌طور قانونی ممنوع بود. ماریا به مدرسهٔ خانم دیویس در لندن منتقل شد. توجه پدرش از سال ۱۷۸۱ به‌طور کامل بر او متمرکز شد، زمانی که ماریا به‌دلیل یک عفونت چشمی تقریباً بینایی خود را از دست داد. در سن ۱۴سالگی به خانه بازگشت و مسئولیت مراقبت از خواهر و برادرهای کوچک‌ترش را بر عهده گرفت. او تحت آموزش پدرش در زمینه‌های حقوق، اقتصاد ایرلندی، سیاست، علوم و ادبیات قرار گرفت و همچنین مکاتبات مادام‌العمر خود را با افراد دانشمند، به‌ویژه اعضای انجمن قمری بیرمنگام آغاز کرد.

### سفرها
در سال ۱۷۹۸، پدرش با فرانسیس بیوفورت، دختر دانیل آگوستوس بیوفورت ازدواج کرد که پیشنهاد سفر به انگلستان و قارهٔ اروپا را مطرح کرد. فرانسیس که یک سال از ماریا کوچک‌تر بود، به دوست و محرم اسرار مادام‌العمر او تبدیل شد. خانواده در سال ۱۸۰۰ ابتدا به لندن سفر کردند.
در سال ۱۸۰۲، خانوادهٔ اجورث به میدلندز (انگلستان) سفر کردند. سپس راهی فرانسه متروپل شدند و ابتدا به بروکسل و سپس به فرانسه رفتند (در دوران پیمان آمین، یک وقفهٔ کوتاه در جنگ‌های ناپلئونی). ماریا در آنجا از سوی یک درباری سوئدی به نام آبراهام نیکلاس ادلکرانتز پیشنهاد ازدواج دریافت کرد. هرچند در نامه‌اش به این موضوع اشاره‌ای سرد داشت، اما نامادری‌اش در Life and Letters اثر آگوستوس هر می‌گوید که ماریا به‌شدت به او علاقه داشت و این ماجرا را به‌راحتی فراموش نکرد.
او به ایرلند بازگشت و به نویسندگی ادامه داد. رمان‌های Tales of Fashionable Life, The Absentee و Ormond دربارهٔ زندگی ایرلندی‌ها نوشته شد. اجورث یکی از نویسندگان بسیار محبوب دوران خود بود و با جین آستن و والتر اسکات مقایسه می‌شد. در ابتدا درآمد بیشتری نسبت به آن‌ها داشت و از این درآمد برای حمایت از خواهر و برادرانش استفاده می‌کرد.

### اواخر زندگی

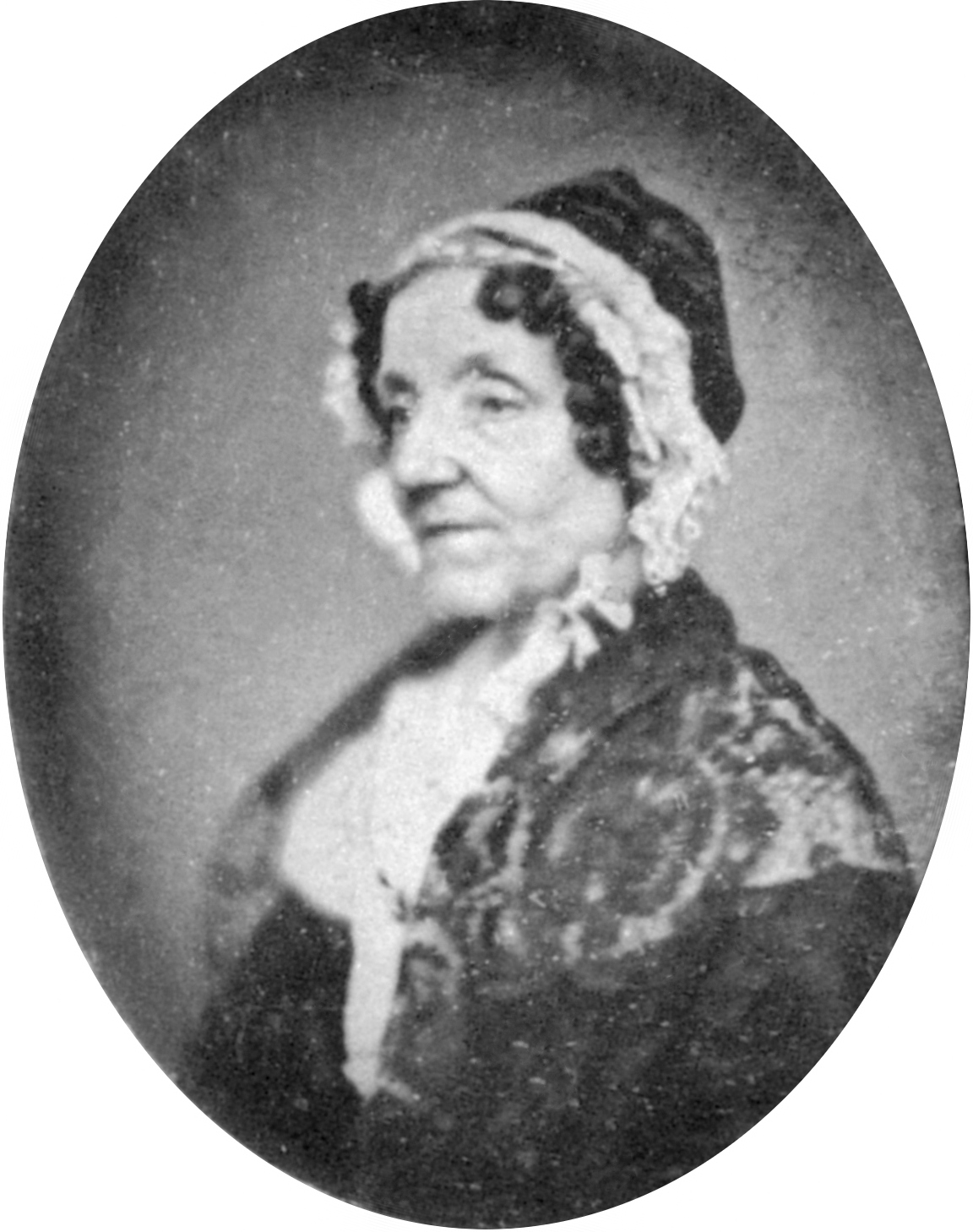
ماریا اجورث، حدود ۱۸۴۱

ریچارد اجورث در برخورد با مستأجران خود نسبتاً منصف و بخشنده بود و به‌طور فعال در مدیریت املاک مشارکت داشت. پس از بحث در این زمینه با اقتصاددان دیوید ریکاردو، ماریا به این باور رسید که مدیریت بهتر و کاربرد بیشتر علم در کشاورزی می‌تواند تولید غذا را افزایش داده و قیمت‌ها را کاهش دهد.
ریچارد و ماریا هر دو از آزادی کاتولیک‌ها، حق رأی برای کاتولیک‌ها بدون محدودیت‌های مالکیتی (اگرچه ریچارد اذعان داشت که این امر برخلاف منافع شخصی اوست)، اصلاحات کشاورزی و افزایش فرصت‌های آموزشی برای زنان حمایت می‌کردند.
او به‌ویژه برای بهبود شرایط زندگی فقرا در اجورثزتاون تلاش زیادی کرد. در راستای بهبود وضعیت این روستا، او مدارسی برای کودکان محلی از تمام فرقه‌ها فراهم کرد.
پس از درگذشت پدرش در سال ۱۸۱۷، او خاطرات او را ویرایش و با نظرات زندگینامه‌ای خود گسترش داد. او تا آخرین لحظات زندگی‌اش نویسنده‌ای فعال باقی ماند و آخرین اثرش، رمان کوتاه اورلاندینو، در سال ۱۸۴۸ نوشته و منتشر شد.
او در دوران قحطی بزرگ ایرلند برای کمک به دهقانان قحطی‌زدهٔ ایرلندی تلاش کرد. او اورلاندینورا به نفع صندوق امداد نوشت. نامه‌های او به کمیته امداد کوئیکرها، تصویر روشنی از وضعیت ناگوار مستأجران در اجورثزتاون، شرایط سخت زندگی آن‌ها و تلاش‌های او برای دریافت هرگونه کمک و مساعدت جهت کاهش مشکلات آن‌ها ارائه می‌دهد. از طریق تلاش‌های او، کمک‌هایی برای فقرا از آمریکا دریافت شد.
در جریان قحطی ایرلند، اجورث اصرار داشت که فقط آن دسته از مستأجرانش که اجاره خود را به‌طور کامل پرداخت کرده‌اند، از کمک‌های امدادی برخوردار شوند. همچنین، او مستأجرانی را که برخلاف ترجیحات حزب توری او رأی داده بودند، مجازات کرد.
با انتخاب ویلیام همیلتون به ریاست آکادمی سلطنتی ایرلند، ماریا به یکی از منابع اصلی مشاوره برای او تبدیل شد، به‌ویژه در زمینهٔ ادبیات ایرلند. او پیشنهاد کرد که زنان اجازه داشته باشند در رویدادهای برگزارشده توسط این آکادمی شرکت کنند. در پاسخ به راهنمایی‌ها و کمک‌هایش، همیلتون در سال ۱۸۳۷ ماریا را به‌عنوان عضو افتخاری آکادمی سلطنتی ایرلند منصوب کرد، جایگاهی که پیش از او لوئیزا بیوفورت، از بستگانش، به آن دست یافته بود.
پس از سفری برای دیدار با بستگانش در شهر تریم، ماریا که در دههٔ هشتم زندگی خود بود، دچار درد قلبی شد و در ۲۲ مه ۱۸۴۹ در اجورثزتاون بر اثر حملهٔ قلبی درگذشت.